# Сулеюв
Суле́юв (пол. Sulejów) — місто в південно-центральній Польщі, на річці Пілиця.
Належить до Пйотровського повіту Лодзького воєводства.

## Пам'ятки
У містечку є монастирський комплекс абатства цистерціанців та костел святого Томаша, що входить до його ансамблю.

## Демографія
Демографічна структура станом на 31 березня 2011 року:
|          | Загалом | Допрацездатний вік | Працездатний вік | Постпрацездатний вік |
| -------- | ------- | ------------------ | ---------------- | -------------------- |
| Чоловіки | 3201    | 680                | 2213             | 308                  |
| Жінки    | 3260    | 608                | 1941             | 711                  |
| Разом    | 6461    | 1288               | 4154             | 1019                 |